# Chigi-Kanne

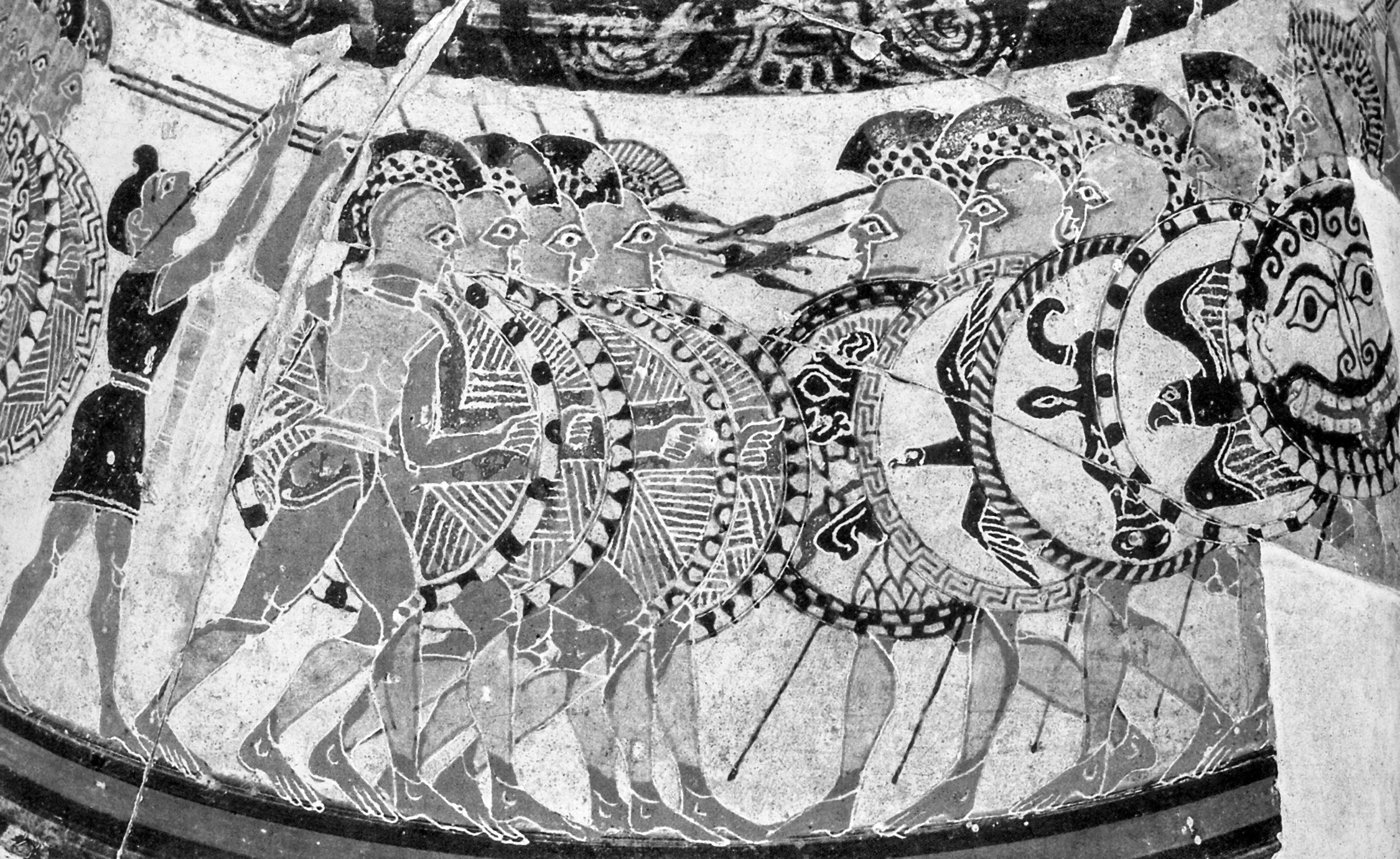
Hoplitendarstellung auf der Chigi-Kanne (Detailansicht)

Als Chigi-Kanne wird eine protokorinthische schwarzfigurige Kanne (eine so genannte Olpe) bezeichnet, die um 640 v. Chr. hergestellt wurde. Als Maler wird der sogenannte „Chigi-Maler“ angesehen, der seinen Notnamen nach dieser Namenvase bekommen hat. Das Stück ist 26,2 cm hoch und wurde in Veji (Etrurien) gefunden. Heute befindet es sich im Museo Nazionale Etrusco di Villa Giulia in Rom.
Eine Besonderheit ist die darauf abgebildete Darstellung: Die Schulter der Chigi-Kanne zeigt die älteste bekannte Darstellung einer Hopliten-Phalanx. Gut sichtbar sind ebenfalls die Schilde der einzelnen Kämpfer, die unter anderem Gorgoneia, eine Stier- und zwei Vogeldarstellungen aufweisen. Die Bedeutung dieser Symbole ist umstritten. Weitere Darstellungen auf der Chigi-Kanne zeigen das Urteil des Paris, einen Reiterzug mit Wagen, eine Löwenjagd und eine Hasen- und Fuchsjagd.
Die Chigi-Kanne markiert einen der Höhepunkte der korinthischen Vasenmalerei durch ihre Polychromie (Vielfarbigkeit), ihre sehr präzisen und sehr feinen Linien und die dargestellten Erzählungen.